# Anolis occultus
Anolis occultus cunoscut și sub numele de anole pitic sau șopârla pitică, este o specie de șopârle arboricolă endemică din Puerto Rico din genul Anolis, familia Polychrotidae, descrisă de Williams și Rivero 1965. Aceasta preferă să locuiască în zonele de pădure cu deschideri în coronament și poate fi găsită pe vițe și crenguțe deasupra solului, până la înălțimi de 4,5 metri. A fost clasificată de IUCN ca specie cu risc scăzut. Conform Catalogue of Life specia Anolis occultus nu are subspecii cunoscute. Aceasta preferă să locuiască în zonele de pădure cu deschideri în coronament și poate fi găsită pe vițe și crenguțe deasupra solului, până la înălțimi de 4,5 metri.

## Habitat și distribuție
Această specie este predominant arboricolă și se întâlnește cel mai frecvent în coronamentele pădurilor din zona muntoasă Cordillera Central din Puerto Rico, care se extinde de la vest la est. Preferă zonele cu coronament deschis, evitând zonele cu vegetație densă și închise. Se întâlnește la altitudini cuprinse între 65 și 1.326 metri deasupra nivelului mării, fiind observată în zone precum Sierra de Cayey și Maricao.

## Dietă
Anolis occultus este în principal insectivor, hrănindu-se cu insecte mai mici decât el. În plus, are un comportament nectavor, consumând nectar din mugurii florali ai plantei Camasey Almendro. Pentru a se stabiliza pe crenguțe și vițe, șopârla își înfășoară coada în jurul acestora.

## Ecologie și comportament
Această specie este ovipară, depunând ouă care eclozează ulterior. Se pare că există un comportament de formare a perechilor, deoarece masculii și femelele sunt adesea găsiți dormind la câțiva centimetri unul de celălalt, sugerând o posibilă legătură de pereche. În timpul nopții, Anolis occultus își alege locuri de dormit pe crenguțe subțiri și fragile, care sunt mai puțin accesibile pentru prădători mai mari, precum șerpii. Coada lor sensibilă la vibrații le permite să detecteze prădătorii care se apropie și să fugă în timp util.

## Prădători și Comportamente de Apărare
Prădătorii naturali includ păsări, șerpi și păianjeni. Anolis occultus își minimizează expunerea la prădători prin alegerea unor microhabitate specifice și prin utilizarea camuflajului. De asemenea, șopârla emite un țipăt puternic atunci când este capturată, pentru a speria prădătorii.

## Conservare
Anolis occultus este evaluată de IUCN ca specie cu risc scăzut (Least Concern) datorită prezenței sale larg răspândite în Puerto Rico și protecției asigurate prin pădurile gestionate și parcurile naționale. Cu toate acestea, Departamentul de Resurse Naturale și de Mediu din Puerto Rico sugerează că statutul de conservare ar trebui să fie reevaluat la "Date Deficiente", datorită lipsei de date precise privind populația și amenințările specifice. Deforestarea și urbanizarea sunt probleme majore care pot afecta habitatul acestei specii.